# Didí Torrico
Didí Torrico Camacho (Cochabamba, 18 maggio 1988) è un calciatore boliviano, di ruolo centrocampista del Nacional Potosí.